# Onze Lieve Vrouw van de Rozenkranskerk (Vinkel)
De Onze Lieve Vrouw van de Rozenkranskerk is een rooms-katholieke kerk in de Nederlandse plaats Vinkel. De kerk is gewijd aan Onze-Lieve-Vrouw van de Heilige Rozenkrans. 
De wens voor een kerk in Vinkel ontstond halverwege de 19e eeuw, waarbij meerdere pogingen werden gedaan om toestemming van de bisschop in 's-Hertogenbosch te verkrijgen. Diverse keren werd het verzoek afgewezen, mede doordat niet verwacht werd dat de benodigde gelden bij elkaar gebracht konden worden. In 1884 werd er toestemming verleend, mede doordat de Kruisheren van Uden in de buurt van Uden een klooster wilden bouwen. De benodigde gelden werden bij elkaar gehaald en datzelfde jaar werd nog een pastorie en een schuurkerk gebouwd. Delen van de parochies van Geffen, Nuland en Heesch werden afgescheiden om zo de parochie Vinkel te laten vormen. Vier jaar later werd begonnen met de bouw van een volwaardige kerk, naar ontwerp van A. de Graaf. Op 14 juli 1889 werd het gebouw geconsacreerd door bisschop Mgr. Adrianus Godschalk. 
Tijdens de Tweede Wereldoorlog verwoest tijdens de opmars van de geallieerden in 1944. De Duitsers bliezen onder andere de kerktoren op. Nog tijdens de oorlog werd begonnen met de herstelwerkzaamheden en voor de tussenliggende periode werd in 1946 een noodkerk geopend, naar plannen van J.A. de Reus. In 1955 werd een nieuwe kerk geopend, naar een modern ontwerp van J.A. de Reus. De bisschop van 's-Hertogenbosch Wilhelmus Mutsaerts wijdde de kerk. Vier jaar later werd de kerktoren met enkele meters verhoogd, zodat de klokken van een grotere afstand gehoord konden worden. 
De kerk is opgebouwd als driebeukige basilicale kerk met een verhoogd dwarsschip, opgesteld als een t-plattegrond. Op het dwarsschip staat een dakruiter. In de zij- en voorgevel zijn grote ramen bevestigd, voorzien van glas in lood. Aan beide zijkanten is een kapel aanwezig: aan de linkerzijde een doopkapel, aan de rechterzijde de Mariakapel.
De kerk is aangewezen als gemeentelijk monument.